# Saïdou Sidibé
Saïdou Sidibé (* 3. Dezember 1952 in Niamey; † 30. August 2018 ebenda; auch Seydou Sidibé) war ein nigrischer Politiker.

## Leben
Saïdou Sidibé machte nach dem Besuch der Grund- und Mittelschule ein Baccalauréat in Niamey. Er studierte an der Universität Dakar in Senegal, an der er eine Maîtrise in Management erwarb, und an der Universität Bordeaux in Frankreich, die er mit einem Diplôme d’études supérieures spécialisées in Finanzkontrolle abschloss.
Sidibé trat 1979 in Niger in den öffentlichen Dienst ein, wo er in verschiedenen leitenden Funktionen tätig war. Er arbeitete von 1989 bis 1997 als Präsident des Verwaltungsrats des staatlichen Post- und Telekommunikationsunternehmens OPT. Von 1996 bis 1998 war er Vizegouverneur der Afrikanischen Entwicklungsbank. Saïdou Sidibé gehörte 1990 zu den Gründungsmitgliedern der Partei PNDS-Tarayya. Dort wirkte er zunächst als Parteisekretär für Wirtschaft, dann als Parteisekretär für afrikanische Integration und internationale Zusammenarbeit. Er war der Hauptautor der Parteiprogramme sowie Wahlkampfleiter des Parteivorsitzenden Mahamadou Issoufou bei den Präsidentschaftswahlen von 1999, 2004 und 2011.
In den Regierungen von Übergangsstaatschef Daouda Malam Wanké von April 1999 bis Januar 2000 bekleidete Saïdou Sidibé erstmals Ministerämter: zunächst für knapp drei Monate als beigeordneter Minister für das Budget beim Finanzminister, danach als Minister für Finanzen und wirtschaftliche Reformen. Nach dem Wahlsieg von Mahamadou Issoufou bei den Präsidentschaftswahlen von 2011 arbeitete Sidibé von April 2011 bis August 2013 als Kabinettschef von dessen Premierminister Brigi Rafini und anschließend bis Juni 2015 als Kabinettschef von Staatspräsident Issoufou selbst. Von Juni 2015 bis September 2016 war er erneut Minister, anfangs für Finanzen, bald für Wirtschaft und Finanzen. Sein schlechter Gesundheitszustand führte zu seinem Ausscheiden aus der Regierung.
Stattdessen wurde er noch im September 2016 Erster Präsident des Rechnungshofs. Die unabhängige Richtergewerkschaft kritisierte diese Bestellung wegen Sidibés langjähriger Nähe zum Staatspräsidenten, dessen Regierung der Rechnungshof zu kontrollieren hatte. Der Rechnungshof legte unter Sidibé jedoch einen Bericht vor, in dem Irregularitäten und schlechte Praktiken in der öffentlichen Finanzverwaltung benannt wurden.
Saïdou Sidibé war verheiratet und hatte drei Kinder. Er starb 2018 nach einer Krankheit und wurde am Muslimischen Friedhof von Yantala in Niamey bestattet.

## Schriften
- La réforme du secteur parapublic au Niger. Nouvelle Imprimerie du Niger, Niamey 1994.
- L’aide publique au développement, un outil à réinventer. Éditions Charles Léopold Mayer, Paris 2004, ISBN 2-84377-084-X. (mit Guillaume Olivier)
- Les réformes économiques au Niger: l’autre face. Éditions Alpha, Niamey 2012.

## Ehrungen
- Kommandeur der Ehrenlegion[1]
- 2021: Benennung der Verkehrsfläche rond-point Seydou Sidibé vor dem Justizpalast in Niamey[6]